# NGC 7703
NGC 7703 é uma galáxia lenticular (S0) localizada na direcção da constelação de Pegasus. Possui uma declinação de +16° 04' 33" e uma ascensão recta de 23 horas, 34 minutos e 46,8 segundos.
A galáxia NGC 7703 foi descoberta em 7 de Outubro de 1825 por John Herschel.